# Tulipalin A
Tulipalin A (systematický název 3-methylidenoxolan-2-on) je organická sloučenina patřící mezi laktony, která se vyskytuje v některých rostlinách, například tulipánech a alstromériích.
Jedná se o alergen, který může způsobovat kontaktní dermatitidu u lidí, kteří jsou mu často vystaveni. Ukázalo se, že by mohl nalézt využití při polymerizačních reakcích.